# Janowiec Wielkopolski (plaats)
Janowiec Wielkopolski is een stad in het Poolse woiwodschap Koejavië-Pommeren, gelegen in de powiat Żniński. De oppervlakte bedraagt 2,88 km², het inwonertal 4133 (2005).

## Verkeer en vervoer
- Station Janowiec Wielkopolski